# Karol Samko
Karol Samko (* 9. März 1990) ist ein slowakischer Gewichtheber.

## Karriere
Samko nahm 2011 erstmals an Weltmeisterschaften teil. Bei der Dopingkontrolle wurde er allerdings positiv auf Drostanolon getestet und für 22 Monate gesperrt. Nach seiner Sperre war er bei den Europameisterschaften 2014 in der Klasse bis 85 kg Achter im Zweikampf und Fünfter im Stoßen. Bei den Weltmeisterschaften im selben Jahr belegte er den 20. Platz. 2015 nahm er an den Europameisterschaften teil, hatte aber im Stoßen keinen gültigen Versuch.